# Kurt Eisner
Kurt Eisner (Berlino, 14 maggio 1867 – Monaco di Baviera, 21 febbraio 1919) è stato un giornalista e politico tedesco.

## Biografia

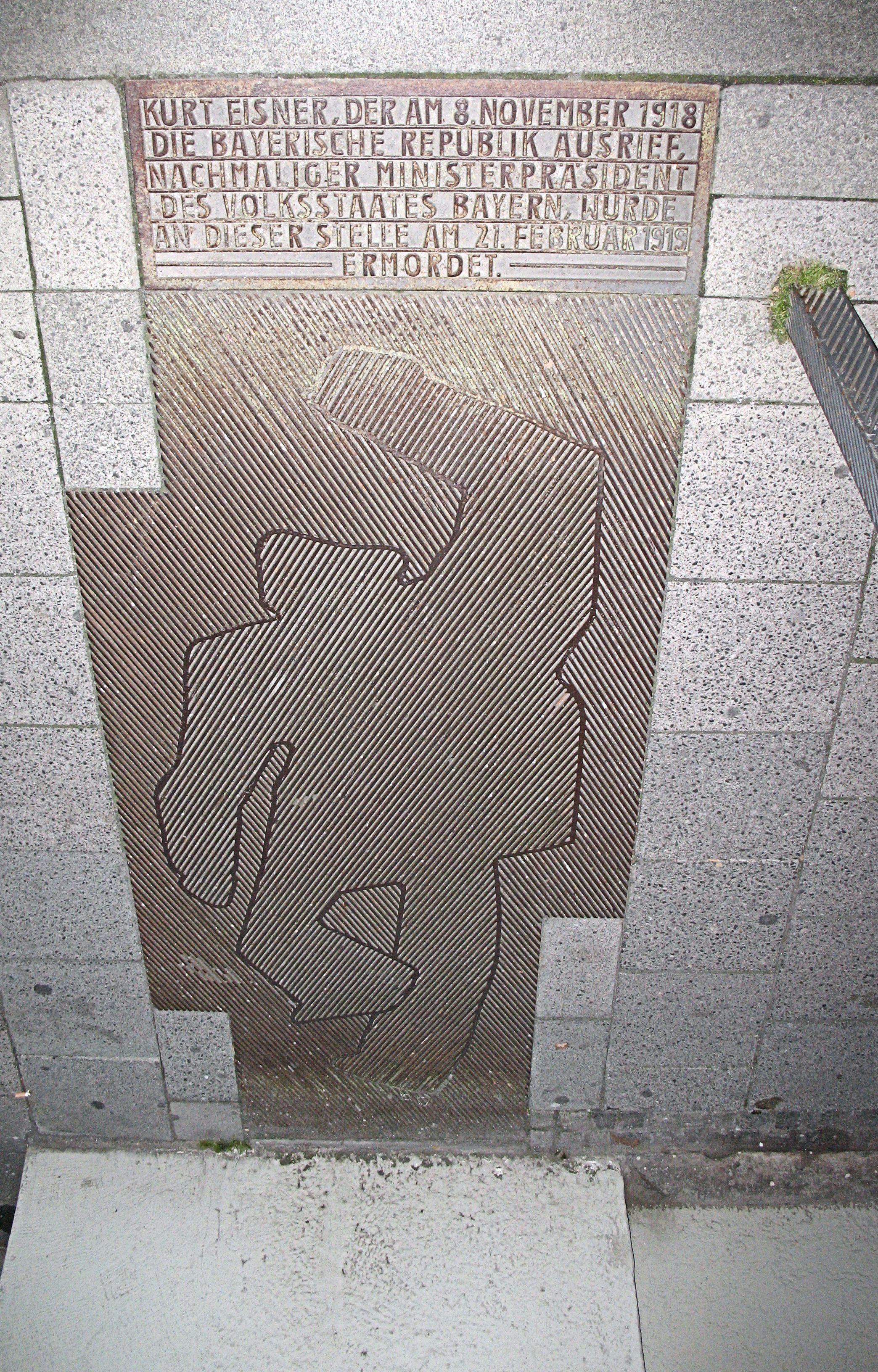
La sagoma di Kurt Eisner in Kardinal Faulhaberstraße a Monaco di Baviera

Nato in una famiglia prussiana borghese di origine ebraica (il padre Emanuel Eisner era un fabbricante tessile di Berlino), trascorse l'infanzia e la gioventù nella capitale tedesca. Nel 1914 si schierò con i socialisti contrari alla partecipazione della Germania alla prima guerra mondiale e alla politica imperialista del Kaiser prussiano. Inizialmente membro dell'SPD, nel 1917 aderì agli scissionisti di sinistra dell'USPD. Si fece un nome come giornalista e scrittore e il 7 novembre del 1918 guidò la rivoluzione repubblicana di Monaco di Baviera.
Il 7 novembre Eisner proclamò lo Stato libero di Baviera (Freistaat Bayern) (denominazione che il Land bavarese tuttora conserva), diventandone il primo presidente e tentando d'instaurare un regime socialista moderato, chiamato Repubblica Bavarese dei Consigli; tuttavia le elezioni del gennaio 1919 misero in minoranza il suo governo. Eisner era sul punto di dimettersi quando, il 21 febbraio del 1919, venne assassinato da Anton Graf von Arco auf Valley, un nobile nazionalista figlio di un conte bavarese e di una donna di origine ebraica. Kurt Eisner è sepolto nel cimitero ebraico a Monaco di Baviera.
Il suo carnefice, essendo per metà ebreo, era stato escluso in precedenza dalla loggia razzista segreta Thule Gesellschaft; si ritiene che, uccidendo Kurt Eisner, abbia cercato di "purificare" la sua origine semita e ottenere nuovamente l'ingresso nella loggia (non esistono tuttavia prove definitive a supporto di tale ipotesi). L'uccisione di Kurt Eisner favorì l'ascesa del nazismo: nonostante Anton Graf von Arco auf Valley fosse di origine ebraica, Hitler lo elevò al rango di eroe per aver eliminato un "sovversivo" e, quando divenne cancelliere del Terzo Reich, non fece applicare nei suoi confronti le leggi razziali.

## Omaggi e riconoscimenti
A Monaco di Baviera ci sono vari monumenti dedicati a Kurt Eisner, che ha lasciato anche alcune opere storiche e teatrali. Il più significativo è la sagoma di un uomo morto nella Kardinal Faulhaberstraße, sul luogo dove l'uomo politico venne ucciso.